# Produit intérieur brut de la France

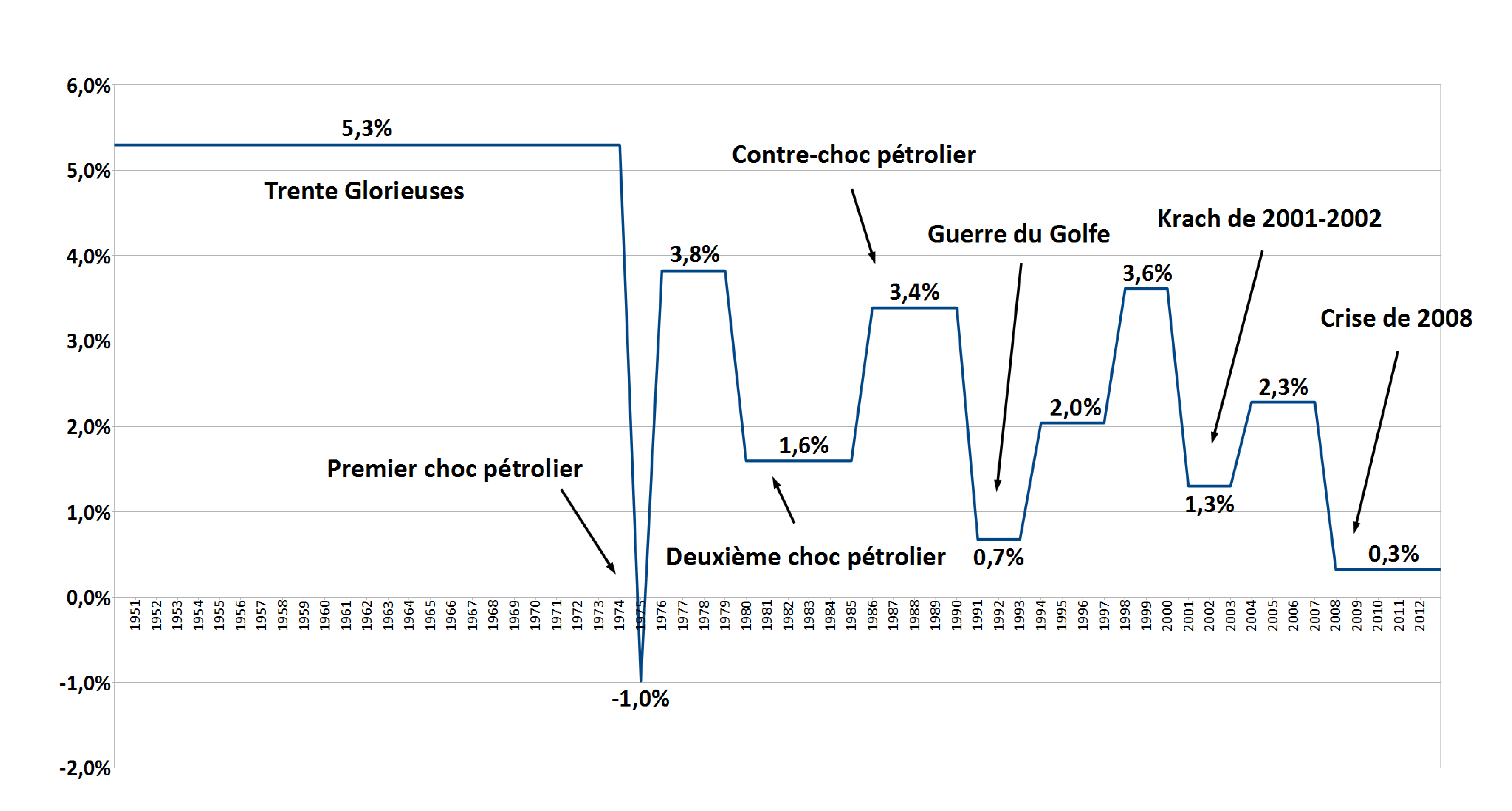
Évolution du taux de croissance (augmentation du PIB) de la France en volume (1950-2010)

Le produit intérieur brut (PIB) de la France est calculé et publié tous les trois mois par l'Insee qui le définit comme un « agrégat représentant le résultat final de l'activité de production des unités productrices résidentes ». La valeur du PIB initialement calculée fait généralement l'objet de corrections au cours des mois et des années suivantes.
Son montant est de 2 917,4 milliards € sur l'année complète 2024.

## Analyse du PIB

### Composantes marchandes et non marchandes
Le produit intérieur brut recense à la fois la production marchande et la production non marchande, composée exclusivement de services. En France, le PIB non marchand est presque exclusivement le fait des administrations publiques (sécurité, justice, santé, enseignement).
La part de la valeur ajoutée non marchande en France s'établit à 22,8 % en 2013 plaçant le pays en deuxième position derrière le Danemark et plus de 5 points plus haut que les autres grands pays européens Italie, Espagne, Allemagne avec respectivement 17,7 %, 17,6 % et 17,5 %.
« Sur une longue période, il apparaît que la ventilation entre les deux a été relativement stable, avec une légère augmentation de la part de la valeur ajoutée marchande. » Ce qui contredit fortement la prise de position de certains éditorialistes.

### Composition
| Catégorie                                   | Valeur nominale |
| ------------------------------------------- | --------------- |
| Dépenses de consommation finale             | 2225,4          |
| dont ménages                                | 1481,6          |
| dont administrations publiques              | 678,6           |
| Investissement (formation brute de capital) | 651,8           |
| dont entreprises non financières            | 353,2           |
| dont ménages                                | 147,5           |
| dont administrations publiques              | 120,8           |
| Variations de stocks                        | 1,7             |
| Solde des échanges extérieurs               | - 56,5          |
| dont exportations                           | 967,5           |
| dont importations                           | 1024,0          |
| Produit intérieur brut                      | 2822,5          |

## Produit intérieur brut en euros courants
Le PIB en euros courants n'est pas corrigé de l'inflation. Celle-ci est assimilée en France à l'Indice des prix à la consommation. Elle explique pour une large part certaines des très rapides augmentations du PIB qui apparaîssent dans ce tableau, tout particulièrement au cours des années 1970 et au début des années 1980.
Le PIB est exprimé en milliards d'euros. (Ces chiffres ne sont pas ceux présentés dans la source mentionnée)
| Année | PIB (en milliards d'euros) |
| ----- | -------------------------- |
| 1949  | 13,2                       |
| 1950  | 15,5                       |
| 1951  | 19,6                       |
| 1952  | 22,8                       |
| 1953  | 23,7                       |
| 1954  | 25,1                       |
| 1955  | 27,0                       |
| 1956  | 29,8                       |
| 1957  | 33,6                       |
| 1958  | 38,8                       |
| 1959  | 42,4                       |
| 1960  | 47,0                       |
| 1961  | 50,9                       |
| 1962  | 57,1                       |
| 1963  | 64,0                       |
| 1964  | 71,0                       |
| 1965  | 76,6                       |
| 1966  | 83,0                       |
| 1967  | 89,8                       |
| 1968  | 98,0                       |

| Année | PIB (en milliards d'euros) |
| ----- | -------------------------- |
| 1969  | 112,7                      |
| 1970  | 126,1                      |
| 1971  | 140,7                      |
| 1972  | 157,1                      |
| 1973  | 180,1                      |
| 1974  | 210,1                      |
| 1975  | 236,6                      |
| 1976  | 273,4                      |
| 1977  | 307,7                      |
| 1978  | 349,6                      |
| 1979  | 399,4                      |
| 1980  | 453,2                      |
| 1981  | 511,7                      |
| 1982  | 588,0                      |
| 1983  | 652,8                      |
| 1984  | 709,6                      |
| 1985  | 760,5                      |
| 1986  | 817,9                      |
| 1987  | 859,8                      |
| 1988  | 929,4                      |

| Année | PIB (en milliards d'euros) |
| ----- | -------------------------- |
| 1989  | 1 001,9                    |
| 1990  | 1 058,6                    |
| 1991  | 1 097,1                    |
| 1992  | 1 136,8                    |
| 1993  | 1 148,4                    |
| 1994  | 1 186,3                    |
| 1995  | 1 225,0                    |
| 1996  | 1 259,0                    |
| 1997  | 1 299,7                    |
| 1998  | 1 358,8                    |
| 1999  | 1 408,2                    |
| 2000  | 1 485,3                    |
| 2001  | 1 544,6                    |
| 2002  | 1 594,3                    |
| 2003  | 1 637,4                    |
| 2004  | 1 710,8                    |
| 2005  | 1 772,0                    |
| 2006  | 1 853,3                    |
| 2007  | 1 945,7                    |
| 2008  | 1 995,8                    |

| Année | PIB (en milliards d'euros) |
| ----- | -------------------------- |
| 2009  | 1 939,0                    |
| 2010  | 1 998,5                    |
| 2011  | 2 059,3                    |
| 2012  | 2 091,1                    |
| 2013  | 2 115,7                    |
| 2014  | 2 156,2                    |
| 2015  | 2 183,2                    |
| 2016  | 2 224,2                    |
| 2017  | 2 272,4                    |
| 2018  | 2 304,8                    |
| 2019  | 2 354,9                    |
| 2020  | 2 302,9                    |
| 2021  | 2 500,9                    |
| 2022  | 2 639,1                    |
| 2023  | 2 822,5                    |
| 2024  | 2 917,4                    |

Source principale : Insee[source insuffisante].

### Produit intérieur brut en dollars
| Année | PIB (milliards de dollars) |
| ----- | -------------------------- |
| 1998  | 1 452,0                    |
| 1999  | 1 443,7                    |
| 2000  | 1 308,4                    |
| 2001  | 1 320,4                    |
| 2002  | 1 436,9                    |
| 2003  | 1 757,5                    |

| Année | PIB (milliards de dollars) |
| ----- | -------------------------- |
| 1998  | 1 406,7                    |
| 1999  | 1 460,4                    |
| 2000  | 1 532,5                    |
| 2001  | 1 619,3                    |
| 2002  | 1 678,9                    |
| 2003  | 1 714,9                    |
| 2004  | 1 769,1 (Banque mondiale)  |
| 2005  | 1 849,6 (Banque mondiale)  |
| 2006  | 2 039,1 (Banque mondiale)  |

| Année | PIB (milliards de dollars) |
| ----- | -------------------------- |
| 1995  | 1 146,4                    |
| 2000  | 1 308,4                    |
| 2001  | 1 335,8                    |
| 2002  | 1 351,6                    |
| 2003  | 1 358,0                    |

Statistiques de l'OCDE, sauf exception (Banque mondiale).

## Taux de croissance annuel du PIB en volume (%)
L'évolution en pourcentage du PIB en volume d'une année à l'autre, qui mesure l'évolution de l'activité économique hors inflation, a suivi une tendance générale à la baisse depuis 1950.

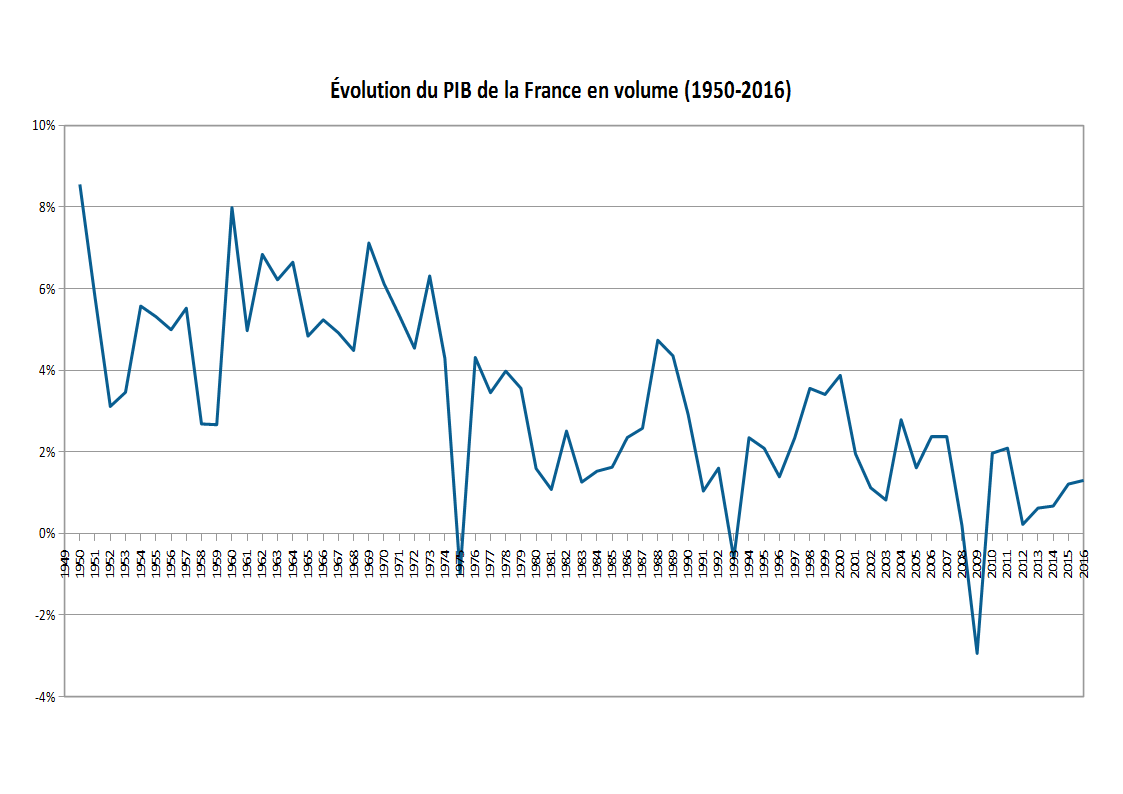
Évolution du PIB de la France en volume (1950-2016)

| Année | PIB (%) |
| ----- | ------- |
| 1950  | 8,6     |
| 1951  | 5,8     |
| 1952  | 3,1     |
| 1953  | 3,5     |
| 1954  | 5,6     |
| 1955  | 5,3     |
| 1956  | 5,0     |
| 1957  | 5,5     |
| 1958  | 2,7     |
| 1959  | 2,7     |
| 1960  | 8,0     |
| 1961  | 5,0     |
| 1962  | 6,8     |
| 1963  | 6,2     |
| 1964  | 6,6     |
| 1965  | 4,8     |
| 1966  | 5,2     |
| 1967  | 4,9     |
| 1968  | 4,5     |
| 1969  | 7,1     |

| Année | PIB (%) |
| ----- | ------- |
| 1970  | 6,1     |
| 1971  | 5,3     |
| 1972  | 4,5     |
| 1973  | 6,3     |
| 1974  | 4,3     |
| 1975  | −1,0    |
| 1976  | 4,3     |
| 1977  | 3,5     |
| 1978  | 4,0     |
| 1979  | 3,6     |
| 1980  | 1,6     |
| 1981  | 1,1     |
| 1982  | 2,5     |
| 1983  | 1,3     |
| 1984  | 1,5     |
| 1985  | 1,6     |
| 1986  | 2,4     |
| 1987  | 2,6     |
| 1988  | 4,7     |
| 1989  | 4,4     |

| Année | PIB (%) |
| ----- | ------- |
| 1990  | 2,9     |
| 1991  | 1,0     |
| 1992  | 1,6     |
| 1993  | −0,6    |
| 1994  | 2,3     |
| 1995  | 2,1     |
| 1996  | 1,4     |
| 1997  | 2,3     |
| 1998  | 3,6     |
| 1999  | 3,4     |
| 2000  | 3,9     |
| 2001  | 2,0     |
| 2002  | 1,1     |
| 2003  | 0,8     |
| 2004  | 2,8     |
| 2005  | 1,6     |
| 2006  | 2,4     |
| 2007  | 2,4     |
| 2008  | 0,2     |
| 2009  | −2,9    |

| Année | PIB (%)               |
| ----- | --------------------- |
| 2010  | 2,0                   |
| 2011  | 2,1                   |
| 2012  | 0,2                   |
| 2013  | 0,6                   |
| 2014  | 0,6                   |
| 2015  | 1,3                   |
| 2016  | 1,1                   |
| 2017  | 2,2                   |
| 2018  | 1,9                   |
| 2019  | 1,8                   |
| 2020  | −7,8[réf. nécessaire] |
| 2021  | 6,8[réf. nécessaire]  |
| 2022  | 2,5                   |
| 2023  | 0,9                   |
| 2024  | 1,1                   |

Source principale : Insee.

### Tendance générale depuis 1945

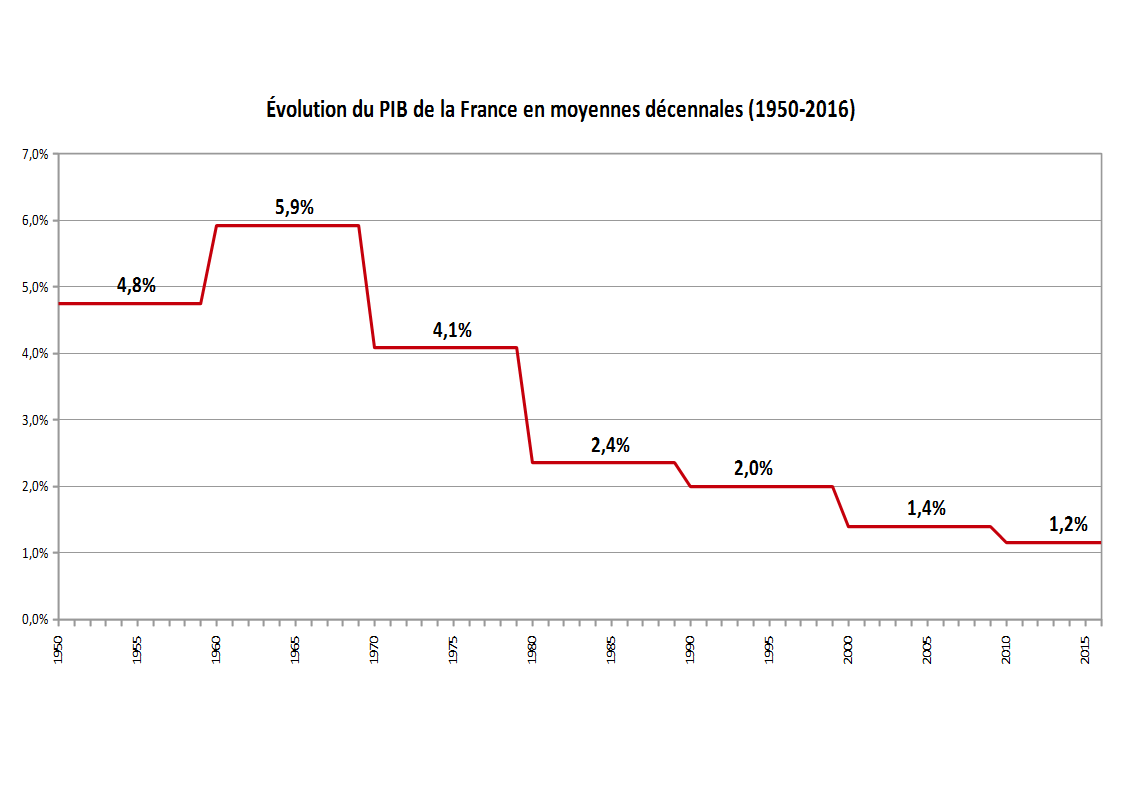
Taux de croissance du PIB par moyennes décennales (en volume) (1950-2016)

L'analyse de la croissance du PIB de la France de 1950 à 2010 fait apparaître une nette tendance au ralentissement sur les soixante dernières années. Le taux de croissance moyen passe ainsi de 5,9 % au cours des années 1960 à 4,1 % dans les années 1970. C'est cependant la décennie 1980 qui voit le véritable décrochage de la croissance française : entre 1980 et 1989, cette dernière n'atteint plus que 2,4 % en moyenne. Les décennies 1990 (+2,0 %) et 2000 (+1,4 %) confirment ce ralentissement du rythme de la croissance.

#### Les Trente Glorieuses (1945-1974)
Si les années de la Reconstruction correspondent à une période de forte croissance, celle-ci s'avère limitée en volume du fait du niveau élevé de l'inflation : proche de 50 % entre 1945 et 1948, elle demeure encore supérieure à 10 % entre 1951 et 1953 puis en 1958. La croissance moyenne s'établit toutefois à près de 4,8 % entre 1950 et 1959. À partir de 1959, l'inflation est maîtrisée. De 1960 à 1974, la France connaît une période de forte croissance économique (+5,7 % par an en moyenne) fondée sur le dynamisme de la consommation des ménages et l’investissement des entreprises. Le dynamisme de son économie lui assure, dès 1973, le statut de 4e puissance économique mondiale.

#### La fin des Accords deBretton Woodset la crise de 1973-1984
La suspension de la convertibilité du dollar en or le 15 août 1971 par les États-Unis et l'écroulement du système des taux de change fixes en mars 1973 avec l'adoption du régime de changes flottants confirmé le 8 janvier 1976 par les accords de la Jamaïque mettent fin au système monétaire international organisé. Ils ont pour conséquence une plongée du dollar et des pertes importantes pour les pays comme l'Allemagne qui avaient accumulé des dollars ou les pays exportateurs de pétrole dont les cours sont libellés en dollars. La crise est déjà installée avant que le premier choc pétrolier ne vienne la renforcer. Plus grave crise depuis 1929, elle touche tous les pays de l'OCDE.
L'économie française connaît un violent ralentissement qui se traduit, en 1975, par une année de récession : le PIB cède alors 1,0 % en volume. La brève embellie qui s'ensuit de 1976 à 1979 (+3,8 % en moyenne) constitue déjà un net infléchissement par rapport aux Trente Glorieuses. Le deuxième choc pétrolier n'a pratiquement aucun effet sur la conjoncture globale. L'embellie se termine par la décision de la Réserve fédérale des États-Unis (FED) sous la conduite de Paul Volcker de diminuer l'inflation. Celle-ci est vaincue au prix d'une lourde récession en 1982-1983. L'arrivée en France d'une coalition socialo-communiste avec François Mitterrand se caractérise par une série de mesures économiques à rebours des autres pays et par des relances keynésiennes qui ne fonctionnent pas. Confronté à une forte hausse de la dette et à une importante dégradation des comptes publics intérieurs et extérieurs, le gouvernement Mauroy doit faire demi-tour. De 1980 à 1985, la croissance française tombe à 1,6 % par an en moyenne. La France entre durablement dans l'ère du chômage de masse.

#### Années 1985-1990
Le gouvernement Fabius puis le gouvernement de cohabitation Chirac-Balladur reviennent sur la plupart des mesures structurelles prises par les gouvernements Mauroy. Les gouvernements Rocard bénéficient à plein d'une phase de haute conjoncture de l'économie mondiale. Le dollar est au plus haut et donne un avantage de change à l'économie exportatrice française. Entre 1986 et 1990, le PIB croît en moyenne de 3,4 %.

#### Contrecoup de la crise mondiale (1991-1993)
Le gonflement de l'économie mondiale par la dette a pour conséquence les sévères corrections que sont le krach d'octobre 1987 des marchés obligataires et des marchés d'actions et l'éclatement de la bulle spéculative japonaise. Les répercussions de la crise se font sentir en 1990-1991 dans les pays anglo-saxons et s'étendent en 1991-1993 à l'ensemble du monde. La crise est extrêmement dure en Europe et dans le monde, un peu moindre aux États-Unis qui ruinent leurs créanciers en dollars. Au Royaume-Uni, en Suède et en France, la spéculation immobilière portant notamment sur les bureaux et alimentée par les banques, devenue très forte durant les trois années précédentes, se retourne brusquement. En France, l'activité économique connait un fort ralentissement (+0,7 % de croissance en moyenne).

#### Nouvelles technologies (1994-2000)
En 1994, la reprise mondiale se manifeste (+2,0 % annuels entre 1994 et 1997). La reprise est amplifiée par le « boom » des nouvelles technologies à l'aube du IIIe millénaire (+3,6 % en moyenne de 1998 à 2000).

#### L'atonie (2001-2003)
Néanmoins, dès 1996; les premiers tremblements monétaires se sont fait sentir. La crise des pays émergents qui touche toute l'Asie du Sud-Est, puis l'Inde. le Brésil et la Russie en 1998 est une crise typique des changes flottants. Elle touche violemment l'Argentine dont le système bancaire est en faillite technique provoquant une grave crise économique et sociale (1998-2002). L'Europe au contraire a bénéficié à plein de l'effet stimulant de changes dévalués.
Le gouvernement Jospin qui a bénéficié de cette période de forte croissance prend une série de mesures (loi des 35 heures, mesures concernant le marché du travail).
L'année 2001 marque le début d'une nouvelle période de ralentissement économique : l'éclatement de la bulle internet et le manque de compétitivité de la France vis-à-vis des pays européens qui, comme l'Allemagne sous la direction de Gerhard Schröder, ont procédé à des mesures inverses conduisent à trois années d'atonie (+1,3 % en moyenne de 2001 à 2003).

#### La croissance retrouvée (2004-2007)
Dès 2004 toutefois, la croissance retrouve son dynamisme avec une augmentation moyenne du PIB de 2,3 % entre 2004 et 2007.

#### La crise de 2008 (2008-2013)
À partir de l'automne 2008, la crise économique mondiale de 2008 frappe l'économie mondiale. La France entre en récession en 2009, son PIB se contractant de 2,9 %. Au total, sur la période 2008-2013, le PIB ne croît que de 0,3 % par an en moyenne.
En janvier 2018, l'Insee intègre le trafic de stupéfiants dans le calcul du PIB à la demande de l'office européen de statistique Eurostat. Cette « manne », selon Le Parisien, représente 2,7 milliards d'euros par an, soit un peu plus de 0,1 % du PIB.

#### La crise de 2020
À la suite du confinement engendré par la pandémie de Covid-19, la Banque de France estime une perte de 6 points de PIB pour l'économie française, avec une activité réduite de 27 % en avril,.
|                                                       | Évolution en volume aux prix de l’année précédente (en %) | Évolution en volume aux prix de l’année précédente (en %) | Évolution en volume aux prix de l’année précédente (en %) | 2022                      | 2022                       | 2022                                          | 2022 |
| 2020                                                  | 2021                                                      | 2022                                                      | En milliards d'euros                                      | Évolution des prix (en %) | Évolution en valeur (en %) | Contribution à la croissance du PIB en volume |      |
| ----------------------------------------------------- | --------------------------------------------------------- | --------------------------------------------------------- | --------------------------------------------------------- | ------------------------- | -------------------------- | --------------------------------------------- | ---- |
| Produit intérieur brut (PIB)                          | -7,5                                                      | 6,4                                                       | 2,5                                                       | 2 639,1                   | 2,9                        | 5,5                                           | 2,5  |
| Importations                                          | -12,3                                                     | 9,4                                                       | 8,6                                                       | 1 017,7                   | 17,4                       | 27,4                                          | 2,7  |
| Total des emplois finals                              | -8,7                                                      | 7,1                                                       | 3,9                                                       | 3 656,8                   | 6,6                        | 10,8                                          | 5,2  |
| Consommation effective des ménages, dont :            | -6,5                                                      | 5,9                                                       | 2,4                                                       | 1 825,1                   | 3,5                        | 6,0                                           | 1,7  |
| dépense de consommation des ménages                   | -6,6                                                      | 5,1                                                       | 2,1                                                       | 1 352,4                   | 4,8                        | 7,1                                           | 1,1  |
| individualisable des administrations                  | -5,9                                                      | 8,5                                                       | 2,9                                                       | 416,0                     | -0,3                       | 2,6                                           | 0,5  |
| Consommation collective des administrations publiques | -0,7                                                      | 3,0                                                       | 1,8                                                       | 217,6                     | 4,2                        | 6,0                                           | 0,1  |
| Formation brute de capital fixe, dont :               | -6,8                                                      | 10,3                                                      | 2,2                                                       | 665,0                     | 6,3                        | 8,6                                           | 0,5  |
| entreprises non financières                           | -5,4                                                      | 9,9                                                       | 3,6                                                       | 371,9                     | 5,3                        | 9,1                                           | 0,5  |
| ménages                                               | -8,6                                                      | 15,4                                                      | -1,4                                                      | 158,9                     | 8,4                        | 6,9                                           | -0,1 |
| administrations publiques                             | -5,2                                                      | 2,4                                                       | 1,5                                                       | 98,4                      | 7,7                        | 9,2                                           | 0,1  |
| Variations de stocks (contribution à la croissance)   | -0,2                                                      | -0,6                                                      | 0,7                                                       | 33,7                      |                            |                                               | 0,7  |
| Exportations                                          | -16,9                                                     | 11,0                                                      | 7,1                                                       | 915,4                     | 13,7                       | 21,8                                          | 2,1  |

Lecture : le PIB augmente de 2,5 % en 2022 en volume et atteint 2 639,1 milliards d'euros.
Source : INSEE Les comptes de la nation en 2022 [lire en ligne]

## PIB par région
| Pour des raisons techniques, il est temporairement impossible d'afficher le graphique qui aurait dû être présenté ici. |
| Source : Insee À partir de l’exercice 2008 a été mis en place le dispositif ESANE (élaboration des statistiques annuelles d’entreprise) en remplacement de SUSE (système unifié de statistiques d’entreprises). Ce changement de dispositif génère des ruptures de niveau des résultats produits, pour trois raisons principales. |

| Pour des raisons techniques, il est temporairement impossible d'afficher le graphique qui aurait dû être présenté ici. |
| Source : Insee À partir de l’exercice 2008 a été mis en place le dispositif ESANE (élaboration des statistiques annuelles d’entreprise) en remplacement de SUSE (système unifié de statistiques d’entreprises). Ce changement de dispositif génère des ruptures de niveau des résultats produits, pour trois raisons principales. |